# Вплив пандемії COVID-19 на музичну індустрію
Пандемія COVID-19 суттєво вплинула на музичну індустрію, відображаючи її вплив на всі сектори мистецтва. Численні музичні заходи, включно з музичними фестивалями, концертними турами та нагородженням преміями, були скасовані або перенесені. У той час як деякі музиканти та композитори мали змогу використати час для створення нових творів, на багатьох осіб, які працювали з працівниками сфери музики та покладалися на них для отримання доходу, спостерігався ефект перетоку впливу пандемії. Випуск низки музичних альбомів також було відкладено. Видання «Pollstar» оцінило загальний втрачений дохід концертної індустрії у 2020 році у понад 30 мільярдів доларів.

## Музичні події
Велика кількість концертних турів, музичних фестивалів та інших заходів було скасовано або перенесено.

### Вплив на музичні фестивалі
| Фестиваль                                          | Місце проведення                                                                                             | Подробиці | Джерело       |
| -------------------------------------------------- | --- | --- | ------------- |
| «80/35 Music Festival»                             | «Western Gateway Park», Де-Мойн, США                                                                         | У 2020 році фестиваль скасований. | [ 9 ]         |
| «Afro Nation Puerto Rico»                          | «Balneario de Carolina», Кароліна, Пуерто-Рико                                                               | У 2020 році фестиваль скасований. | [ 10 ]        |
| «All Points East»                                  | Вікторія-Парк, Лондон, Англія                                                                                | У 2020 році фестиваль скасований. | [ 9 ]         |
| «Asunciónico»                                      | Іподром, Асунсьйон, Парагвай                                                                                 | Відкладено до кінця 2020 року. | [ 11 ]        |
| «Bassinthegrass»                                   | Дарвін, Австралія                                                                                            | Перенесено на 15 травня 2021 року. | [ 12 ]        |
| BBC Radio 1's Big Weekend                          | Кемпердаун Парк, Данді, Шотландія                                                                            | У 2020 році фестиваль скасований. | [ 13 ]        |
| «Beale Street Music Festival»                      | «Том Лі Парк», Мемфіс, Теннессі, США                                                                         | Відкладено. Перенесено на 16–18 жовтня 2020 року. | [ 14 ]        |
| «Beyond Wonderland»                                | «NOS Events Center», Сан-Бернардіно, Каліфорнія, США                                                         | У 2020 році фестиваль скасований. | [ 15 ]        |
| Фестиваль «Big Ears»                               | Ноксвілл, Теннессі, США                                                                                      | У 2020 році фестиваль скасований. | [ 16 ]        |
| «Billboard LatinFest+»                             | Лас-Вегас, Невада, США                                                                                       | Фестиваль 2020 року скасовано. Переможців буде оголошено онлайн 18 травня 2020 року.                                                                       | [ 17 ]        |
| Боннару                                            | «Great Stage Park», Манчестер, Теннессі, США                                                                 | Перенесений на 24–27 вересня 2020 року. | [ 18 ]        |
| «Бумтаун»                                          | «Matterley Estate», Вінчестер, Гемпшир, Англія                                                               | У 2020 році фестиваль скасований. | [ 19 ]        |
| Музичний фестиваль «Boston Calling»                | Гарвардський спортивний комплекс, Бостон, Массачусетс, США                                                   | У 2020 році фестиваль скасований. | [ 20 ]        |
| BottleRock Napa Valley                             | «Napa Valley Expo», Напа, Каліфорнія, США                                                                    | Відкладено. Перенесено на 2–4 жовтня 2020 року. | [ 16 ]        |
| «The BPM Festival: Miami»                          | Газон в «Island Gardens», Маямі, Флорида, США                                                                | Відкладено на невизначений термін. | [ 9 ]         |
| «British Summer Time»                              | Гайд Парк, Лондон, Англія                                                                                    | У 2020 році фестиваль скасований. | [ 21 ]        |
| «BUKU Music + Art Project Festival»                | «Mardi Gras World», Новий Орлеан, Луїзіана, США                                                              | У 2020 році фестиваль скасований | [ 22 ]        |
| Bunbury Music Festival                             | Парк Соєр-Пойнт і Бухта Єтмена, Цинциннаті, Огайо, США                                                       | У 2020 році фестиваль скасований. | [ 16 ]        |
| Burger Boogaloo                                    | Моссвуд-Парк, Окленд, Каліфорнія, США                                                                        | Перенесено з 31 жовтня до 1 листопада 2020 року. | [ 9 ]         |
| Блюзфест у Байрон-Бей                              | Байрон-Бей, Новий Південний Уельс, Австралія                                                                 | У 2020 році фестиваль скасований. | [ 23 ]        |
| C2C: Country to Country                            | О2 Арена, Лондон, Англія та The SSE Hydro, Глазго, Шотландія 3Arena, Дублін, Ірландія                        | Відкладено. Перенесено на 12–14 березня 2021 року. | [ 10 ]        |
| Каліфорнійський фестиваль музики та мистецтв       | Виставковий комплекс округу Монтерей, Монтерей, Каліфорнія, США                                              | Перенесено на 9–11 жовтня 2020 року. | [ 24 ]        |
| Calle Ocho Festival                                | Літл-Гавана, Маямі, Флорида, США                                                                             | У 2020 році фестиваль скасований. | [ 25 ]        |
| Кейптаунський міжнародний джазовий фестиваль       | Кейптаун, ПАР                                                                                                | Фестиваль 2020 року перенесений на найближчий час. | [ 26 ]        |
| CMA Music Festival                                 | Нашвілл, Теннессі, США                                                                                       | У 2020 році фестиваль скасований. | [ 27 ]        |
| «CMC Rocks QLD»                                    | «Willowbank Raceway», Іпсвіч, Квінсленд, Австралія                                                           | У 2020 році фестиваль скасований. | [ 16 ]        |
| Coachella Valley Music and Arts Festival           | «Empire Polo Club», Індіо, Каліфорнія, США                                                                   | Спочатку перенесено на 9–11 жовтня та 16–18 жовтня 2020 року, а потім скасовано.                                                                           | [ 28 ]        |
| «Dark Mofo»                                        | Гобарт, Тасманія, Австралія                                                                                  | У 2020 році фестиваль скасований. | [ 16 ]        |
| Download Festival Австралія                        | Мельбурнський виставковий центр, Мельбурн, Вікторія і «The Domain», Сідней, Новий Південний Уельс, Австралія | У 2020 році фестиваль скасований. | [ 29 ]        |
| Download Festival Японія                           | Тіба та Осака, Японія                                                                                        | Відкладено на невизначений термін. | [ 30 ]        |
| Download Festival UK                               | Донінгтон Парк, Дербішир, Англія                                                                             | Відкладено. Перенесено на 4–6 червня 2021 року. | [ 31 ]        |
| Eden Festival                                      | «Raehills Meadows», Моффат, Дамфріс-і-Галловей, Шотландія                                                    | У 2020 році фестиваль скасований. | [ 32 ]        |
| «Dreamville Festival»                              | «Доротея Дікс Парк», Ролі, Північна Кароліна, США                                                            | У 2020 році фестиваль скасований. | [ 33 ]        |
| Electric Daisy Carnival                            | Las Vegas Motor Speedway, Лас-Вегас, Невада, США                                                             | Відкладено. Перенесено на 2–4 жовтня 2020 року. | [ 34 ]        |
| Epicenter                                          | Charlotte Motor Speedway, Конкорд, Північна Кароліна, США                                                    | У 2020 році фестиваль скасований. | [ 35 ]        |
| Essence Music Festival                             | Мерседес-Бенц Супердом, Новий Орлеан, Луїзіана, США                                                          | У 2020 році фестиваль скасований. | [ 16 ] [ 36 ] |
| Estéreo Picnic Festival                            | Богота, Колумбія.                                                                                            | Відкладено. Перенесено на 4–6 грудня 2020 року. | [ 37 ]        |
| Firefly Music Festival                             | Рідколісся неподалік Dover International Speedway, Довер, Делавер, США                                       | У 2020 році фестиваль скасований. | [ 16 ]        |
| Flow Festival                                      | Сувілахті, Гельсінкі, Фінляндія                                                                              | У 2020 році фестиваль скасований. | [ 38 ]        |
| Forecastle Festival                                | Louisville Waterfront Park, Луїсвілл, Кентуккі, США                                                          | У 2020 році фестиваль скасований. | [ 39 ]        |
| Gathering of the Juggalos                          | Державний парк «Нельсон Кеннеді Леджес», Гарретсвіль, Огайо, США                                             | У 2020 році фестиваль скасований. | [ 40 ]        |
| Фестиваль «Ґластонбері»                            | Пілтон, Сомерсет, Англія                                                                                     | У 2020 і 2021 роках фестиваль скасований. | [ 41 ] [ 42 ] |
| Governors Ball Music Festival                      | Острів Рендаллс, місто Нью-Йорк, штат Нью-Йорк, США                                                          | У 2020 році фестиваль скасований. | [ 16 ]        |
| «Hammersonic Festival»                             | Пляж Карнавал Анкол, Джакарта, Індонезія                                                                     | Перенесено на 15–17 січня 2021 року. | [ 43 ]        |
| «Hangout Music Festival»                           | Галф-Шорс, Алабама, США                                                                                      | У 2020 році фестиваль скасований. | [ 44 ]        |
| Isle of Wight Festival                             | «Seaclose Park», Ньюпорт, острів Вайт, Англія                                                                | У 2020 році фестиваль скасований. | [ 16 ]        |
| Міжнародний Стамбульський джазовий фестиваль       | Стамбул, Туреччина                                                                                           | Відкладений на невизначений термін. | [ 45 ]        |
| Killin Music Festival                              | Кіллін, Шотландія                                                                                            | Перенесено на 18–20 червня 2021 року. | [ 46 ]        |
| «Knockengorroch»                                   | Галловей, Шотландія                                                                                          | Перенесено на 10–13 вересня 2020 року. | [ 47 ]        |
| «Korea Times Music Festival»                       | Голлівуд-боул, Лос-Анджелес, Каліфорнія, США                                                                 | Перенесено на 23–25 жовтня 2020 року. | [ 48 ]        |
| Ла-Лінеа – Лондонський фестиваль латинської музики | Лондон, Англія                                                                                               | Перенесено на 4 вересня – 19 жовтня 2020 року. | [ 16 ]        |
| Фестиваль музики та мистецтва «Life Is Beautiful»  | Центр Лас-Вегаса, Невада, США.                                                                               | У 20-20 році фестиваль скасований. | [ 49 ]        |
| «Lightning in a Bottle»                            | Озеро Буена-Віста, Каліфорнія, США                                                                           | У 2020 році фестиваль скасований, проведено онлайн-фестиваль                                                                                               | [ 50 ] [ 51 ] |
| «Lockn' Festival»                                  | Ферма Оук-Рідж, Аррінгтон, Вірджинія, США                                                                    | Перенесено на 1–3 жовтня 2021 року. | [ 52 ]        |
| Lollapalooza Аргентина                             | Іподром Сан-Ісідро, Буенос-Айрес, Аргентина                                                                  | Перенесено на 27–29 листопада 2020 року. | [ 53 ]        |
| Lollapalooza Бразилія                              | Автодром Інтерлагос, Сан-Паулу, Бразилія                                                                     | Перенесено на 4–6 грудня 2020 року. | [ 54 ]        |
| Lollapalooza Чилі                                  | Парк О'Хіггінс, Сантьяго, Чилі                                                                               | Перенесено на 27–29 листопада 2020 року. | [ 53 ]        |
| «Longitude Festival»                               | «Marlay Park», Дублін, Ірландія                                                                              | У 2020 році фестиваль скасований. | [ 55 ]        |
| Lowlands                                           | Біддінгейзен, Нідерланди                                                                                     | У 2020 році фестиваль скасований. | [ 56 ]        |
| «Lost & Found Festival»                            | Сент-Полс-Бей, Мальта                                                                                        | У 2020 році фестиваль скасований. | [ 57 ]        |
| «March Madness Music Festival»                     | «Centennial Olympic Park», Атланта, Джорджія, США                                                            | Музичний фестиваль, який збігається з чоловічим баскетбольним турніром Національної студентської спортивної асоціації, скасовано через скасування турніру. | [ 10 ]        |
| Mawazine                                           | Рабат, Марокко                                                                                               | У 2020 році фестиваль скасований. | [ 58 ]        |
| Мельбурнський джазовий фестиваль                   | Мельбурн, Вікторія, Австралія                                                                                | У 2020 році фестиваль скасований. | [ 16 ]        |
| «Meltdown Festival»                                | «Southbank Center», Лондон, Англія                                                                           | У 2020 році фестиваль скасований. | [ 9 ]         |
| Фестиваль Мішн-Крік                                | Театр Енглерта, Айова-Сіті, Айова, США                                                                       | У 2020 році фестиваль скасований. | [ 10 ]        |
| Монреальський міжнародний джазовий фестиваль       | Монреаль, Квебек, Канада                                                                                     | У 2020 році фестиваль скасований. | [ 9 ]         |
| Джазовий фестиваль у Монтре                        | Монтре, Швейцарія                                                                                            | У 2020 році фестиваль скасований. | [ 59 ]        |
| «Mountain Jam»                                     | «Bethel Woods Center for the Arts», Бетел, Нью-Йорк, США                                                     | У 2020 році фестиваль скасований. | [ 16 ]        |
| Детройтський фестиваль електронної музики          | «Philip A. Hart Plaza», Детройт, Мічиган, США                                                                | Відкладено. Перенесено на 11–13 вересня 2020 року. | [ 60 ]        |
| MusicNOW Festival                                  | Цинциннаті, Огайо, США                                                                                       | У 2020 році фестиваль скасований. | [ 9 ]         |
| Фестиваль джазу та спадщини Нового Орлеана         | Новий Орлеан, Луїзіана, США                                                                                  | У 2020 році фестиваль скасований. | [ 61 ]        |
| Фольклорний фестиваль у Ньюпорті                   | Парк Форт-Адамс, Ньюпорт, Род-Айленд, США                                                                    | У 2020 році фестиваль скасований. | [ 62 ]        |
| Ньюпортський джазовий фестиваль                    | Парк Форт-Адамс, Ньюпорт, Род-Айленд, США                                                                    | У 2020 році фестиваль скасований. | [ 62 ]        |
| Ojai Music Festival                                | Охай, Каліфорнія, США                                                                                        | У 2020 році фестиваль скасований. | [ 63 ]        |
| «Oslo Sommertid»                                   | Бйолсенфелтет, Осло, Норвегія                                                                                | У 2020році фестиваль скасований. | [ 64 ]        |
| Оттавський джазовий фестиваль                      | Оттава, Онтаріо, Канада                                                                                      | У 2020 році фестиваль скасований. | [ 9 ]         |
| «Pal Norte»                                        | Парк Фундідора, Монтеррей, Нуево-Леон, Мексика                                                               | У 2020 році фестиваль скасований. | [ 65 ]        |
| «Parklife»                                         | Гітон-Парк, Манчестер, Англія                                                                                | У 2020 році фестиваль скасований. | [ 9 ]         |
| Primavera Sound Барселона                          | Парк дель Форум, Барселона, Каталонія, Іспанія                                                               | У 2020 році фестиваль скасований. | [ 16 ]        |
| Primavera Sound Порту                              | Парк да Сідаде, Порту, Португалія                                                                            | У 2020 році фестиваль скасований. | [ 66 ]        |
| «Pulp Summer Slam»                                 | «Mall of Asia Arena», Бей-Сіті, Пасай, Філіппіни                                                             | У 2020 році фестиваль скасований. | [ 67 ]        |
| Фестиваль «Ракракан»                               | «CCP Open Grounds», Пасай, Філіппіни                                                                         | Спочатку перенесено на 25 квітня 2020 року, а потім відкладено на невизначений термін.                                                                     | [ 68 ]        |
| Rock am Ring                                       | «Нюрбургринг», Нюрбург, Рейнланд-Пфальц, Німеччина                                                           | У 2020 році фестиваль скасований. | [ 69 ]        |
| Rock im Park                                       | «Цеппелінфельд», Нюрнберг, Баварія, Німеччина                                                                | У 2020 році фестиваль скасований. | [ 69 ]        |
| Rock in Rio                                        | Парк Бела Віста, Лісабон, Португалія                                                                         | Перенесено на 19–20 та 26–27 червня 2021 року | [ 70 ]        |
| «Rock the Ocean's Tortuga Music Festival»          | Пляжний парк Форт-Лодердейл, Форт-Лодердейл, Флорида, США                                                    | Перенесено на 2–4 жовтня 2020 року | [ 16 ]        |
| Rock Werchter                                      | Фестивальний парк, Верхтер, Бельгія                                                                          | У 2020 році фестиваль скасований. | [ 71 ]        |
| Фестиваль у Роскілле                               | Роскілле, Данія                                                                                              | У 2020 році фестиваль скасований. | [ 72 ]        |
| «Шамбала»                                          | Салмо, Британська Колумбія, Канада                                                                           | У 2020 році фестиваль скасований. | [ 73 ]        |
| «Snowbombing»                                      | Майргофен, Тироль, Австрія                                                                                   | У 2020 році фестиваль скасований. | [ 74 ]        |
| Sónar Hong Kong                                    | Науковий парк Гонконгу, Тай По, Нові території, Гонконг                                                      | Відкладений на невизначений термін. | [ 75 ]        |
| South by Southwest                                 | Остін, Техас, США                                                                                            | У 2020 році фестиваль скасований. | [ 76 ]        |
| «Splendour in the Grass»                           | Норт-Байрон Парклендс, Єлгун, Новий Південний Уельс, Австралія                                               | Перенесено на 23–25 жовтня 2020 року. | [ 77 ]        |
| «Stagecoach Festival»                              | «Empire Polo Club», Індіо, Каліфорнія, США                                                                   | Спочатку перенесено на 23–25 жовтня 2020 року, а потім скасовано.                                                                                          | [ 28 ]        |
| «Summerfest»                                       | Фестивальний парк Генрі Маєра, Мілвокі, Вісконсин, США                                                       | Перенесено на 3–5, 10–12 та 17–19 вересня 2020 року, а потім скасовано.                                                                                    | [ 78 ] [ 79 ] |
| «SunFest»                                          | Вест-Палм-Біч, Флорида, США                                                                                  | У 2020 році фестиваль скасований. | [ 80 ]        |
| Tallinn Music Week                                 | Таллінн, Естонія                                                                                             | Перенесено на серпень 2020 року. | [ 34 ]        |
| «Texas Music Revolution»                           | Амфітеатр в парку Оук-Пойнт, Плано, Техас, США                                                               | Відкладено. Перенесено на 31 липня та 1 серпня 2020 року.                                                                                                  | [ 16 ]        |
| Tomorrowland                                       | Бум, Антверпен, Бельгія                                                                                      | У 2020 році фестиваль скасований. | [ 81 ]        |
| Зимовий «Tomorrowland»                             | Альп-д'Юез, Франція                                                                                          | У 2020 році фестиваль скасований. | [ 82 ]        |
| «Towersey Festival»                                | Тейм, Оксфордшир, Англія                                                                                     | У 2020 році фестиваль скасований. | [ 83 ]        |
| Музичний фестиваль «Treefort»                      | Бойсе, Айдахо, США                                                                                           | Відкладено. Перенесено на 23–27 вересня 2020 року. | [ 84 ]        |
| Ultra Music Festival                               | Bayfront Park, Маямі, Флорида, США                                                                           | У 2020 році фестиваль скасований. | [ 85 ]        |
| Ultra Abu Dhabi                                    | «Du Arena», Абу-Дабі, Об'єднані Арабські Емірати                                                             | У 2020 році фестиваль скасований. | [ 16 ]        |
| Wacken Open Air                                    | Вакен, Шлезвіг-Гольштейн, Німеччина                                                                          | У 2020 році фестиваль скасований | [ 69 ]        |
| Фестиваль музики та мистецтв «Wanderland»          | «Filinvest City Event Grounds», Мунтінлупа, Філіппіни                                                        | Відкладено на невизначений термін. | [ 86 ]        |
| «Waterfront Blues Festival»                        | Прибережний парк Тома Макколла, Портленд, штат Орегон, США                                                   | У 2020 році фестиваль скасований. | [ 87 ]        |
| «Welcome to Rockville»                             | Daytona International Speedway, Дейтона-Біч, Флорида, США                                                    | У 2020 році фестиваль скасований. | [ 88 ]        |
| «WOMAD Charlton Park»                              | Чарльтон-Парк, Малмсбері, Вілтшир, Англія                                                                    | У 2020 році фестиваль скасований. | [ 89 ]        |
| «WOO HAH!»                                         | Сафарі-парк «Бексе Берген», Гілваренбек, Нідерланди                                                          | Перенесено на 9–11 липня 2021 року. | [ 90 ]        |

### Вплив на музичні конференції
| Назва                                                                  | Місце проведення                                                       | Подробиці                                                              | Джерело |
| ---------------------------------------------------------------------- | ---------------------------------------------------------------------- | ---------------------------------------------------------------------- | ------- |
| Конференція Американського товариства композиторів, авторів і видавців | «InterContinental Los Angeles Downtown», Лос-Анджелес, Каліфорнія, США | У 2020 році захід скасований.                                          | [ 16 ]  |
| «FastForward»                                                          | «Studios 301», Сідней, Новий Південний Уельс, Австралія                | У 2020 році захід скасований.                                          | [ 16 ]  |
| Міжнародний музичний саміт                                             | Ібіса, Балеарські острови, Іспанія                                     | Відкладено на невизначений термін. Відбулася віртуальна версія заходу. | [ 16 ]  |
| MIDEM                                                                  | Палац фестивалів і конгресів, Канни, Франція                           | Конференція 2020 року проведена в онлайн-режимі.                       | [ 16 ]  |
| «Music Biz 2020»                                                       | «JW Marriott Nashville», Нашвілл, Теннессі, США                        | Відкладено. Перенесено на 16–19 серпня 2020 року.                      | [ 16 ]  |
| Winter Music Conference                                                | Маямі, Флорида, США                                                    | Відкладено на невизначений термін.                                     | [ 91 ]  |

### Вплив на концертні виступи
| Артист            | Місце проведення                                                        | Подробиці                                                                | Джерело |
| ----------------- | ----------------------------------------------------------------------- | ------------------------------------------------------------------------ | ------- |
| Bad Bunny         | Стадіон Хірам Біторн, Сан-Хуан, Пуерто-Ріко                             | Перенесено на 30 та 31 жовтня 2020 року.                                 | [ 16 ]  |
| Car Seat Headrest | Массачусетський музей сучасного мистецтва, Норт-Адамс, Массачусетс, США | Перенесено на 4 вересня 2020 року.                                       | [ 16 ]  |
| Charli XCX        | «El Plaza Condesa», Мехіко, Мексика                                     | Перенесено на 21 жовтня 2020 року.                                       | [ 10 ]  |
| Кріс Томлін       | Бріджстоун Арена, Нашвілл, Теннессі, США                                | Щорічний концерт «Томліна Good Friday Nashville» перенесено.             | [ 16 ]  |
| Ciara             | USO Форт-Худ, Кіллін, Техас, США                                        | Відкладено на невизначений термін.                                       | [ 16 ]  |
| Glass Animals     | Ньюмос, Сіетл, Вашингтон, США                                           | Концерт скасовано.                                                       | [ 16 ]  |
| Джош Ґробан       | «Radio City Music Hall», Нью-Йорк, США                                  | Шоу Ґробана «Great Big Radio City Show» перенесли на 5 жовтня 2020 року. | [ 16 ]  |
| Хуанес            | «Movistar Arena», Богота, Колумбія                                      | Шоу «Para Todos» Хуанеса відкладено на невизначений термін.              | [ 16 ]  |
| Ліам Галлахер     | Хітон Парк, Манчестер, Англія                                           | Концерт скасовано.                                                       | [ 92 ]  |
| Мерая Кері        | Центр Ніла С. Блейсделла, Гонолулу, Гаваї, США                          | Перенесено на 28 листопада 2020 року.                                    | [ 16 ]  |

### Вплив на концертні тури
| Тур                                              | Виконавець                          | Подробиці | Джерело                                         |
| ------------------------------------------------ | ----------------------------------- | --- | ----------------------------------------------- |
| 11:11 Світовий тур                               | Малума                              | Окремі дати європейського етапу відкладено на невизначений термін. | [ 16 ]                                          |
| Тур до 20-річчя                                  | Murder by Death                     | Усі весняні дати перенесені на невизначений термін. | [ 93 ]                                          |
| Тур 2020 року                                    | Against Me!                         | Дати весняного туру та літній співхедлайнерський тур із «Baroness» скасовані. | [ 94 ]                                          |
| Тур 2020 року                                    | Bon Jovi                            | Тур скасовано. | [ 95 ]                                          |
| Тур 2020 року                                    | Бед Бейбі                           | Тур скасовано. | [ 96 ]                                          |
| Тур 2020 року                                    | Дев Гайнс                           | Шоу в Північній Америці перенесено. | [ 10 ]                                          |
| Тур 2020 року                                    | Disclosure                          | Європейське турне відкладено. | [ 10 ]                                          |
| Тур 2020                                         | Іггі Поп                            | Шоу в Монпельє та Безансоні скасовано. Концерти в Монако, Марселі, Ліоні, Страсбурзі та Нанті перенесено на вересень 2020 року. | [ 10 ]                                          |
| Тур 2020                                         | Maroon 5                            | Останні два шоу південноамериканського етапу та всі концерти північноамериканського етапу перенесено з туру 2021 року та світового туру 2022 року відповідно. Maroon 5 вже завершив 9 концертів у Південній Америці.                                          | [ 97 ] [ 98 ]                                   |
| Тур 2020                                         | Matchbox Twenty                     | Тур скасовано, а перенесені дати будуть виставлені як тур 2021 року. | [ 99 ]                                          |
| Тур 2020                                         | Tones and I                         | Європейські шоу відкладено на невизначений термін. Австралійські шоу перенесено на вересень 2020 року. | [ 10 ] [ 100 ]                                  |
| Тур 2020                                         | Pixies                              | Шоу в Брисбені, Сіднеї та Перті відкладені на невизначений термін. | [ 10 ]                                          |
| Тур 2020                                         | Амфрі Макгі                         | Різні тури, зокрема весняні концерти в Каліфорнії, Індіані та Міссурі, перенесли на осінь. Також було відкладено виступ гурту «Rockjavik» в Ісландії. | [ 101 ] [ 102 ] [ 103 ]                         |
| Тур 2020                                         | Леа Салонга                         | Незабаром після виступу в Дубаї тур по Північній Америці було відкладено, потім знову перенесено на осінь 2021 року і, нарешті, на весну 2022 року. Пізніше відкладений тур було перейменовано на «The Dream Again Tour» і додано концерт у Великій Британії. | [ 104 ] [ 105 ] [ 106 ] [ 107 ] [ 108 ] [ 109 ] |
| 2020 Monsta X World Tour                         | Monsta X                            | Північноамериканський етап відкладений до подальшого повідомлення. | [ 110 ]                                         |
| Тур по Північній Америці 2020                    | Менді Мур                           | Тур скасовано. | [ 111 ] [ 112 ]                                 |
| Тур 2021                                         | «Matchbox Twenty»                   | Цей тур було оголошено раніше, оскільки тур 2020 року скасовано, а дати перенесено на 2022 рік. | [ 113 ]                                         |
| Тур 2022                                         | «Matchbox Twenty»                   | Цей тур було оголошено раніше, оскільки тур 2020 року та тур 2021 року скасовано, а дати перенесено на 2023 рік. | [ 114 ]                                         |
| Тур Великобританією та Ірландією 2022            | Сігрід                              | Тур перенесено на листопад 2022 року. | [ 115 ]                                         |
| Тур до 30-річчя                                  | Béla Fleck and the Flecktones       | Усі березневі та квітневі концерти перенесені | [ 116 ]                                         |
| Тур до 30-річчя                                  | The House of Love                   | Усі дати концертів перенесені. | [ 117 ]                                         |
| Американський стандартний тур                    | Джеймс Тейлор and Джексон Браун     | Всі літні дати концертів перенесені | [ 118 ]                                         |
| Ван-тур квітень/травень 2020                     | Foo Fighters                        | Перенесено на жовтень 2020 року, потім скасовано. | [ 34 ]                                          |
| Тур нагород                                      | NCT 127                             | Усі північноамериканські шоу скасовано. | [ 119 ]                                         |
| Тур «Арена»                                      | Dan + Shay                          | Березневі та квітневі покази переносяться. Перенесено на липень, серпень, вересень і жовтень 2020 року. Дует уже завершив три шоу: два в Нешвіллі та одне в Колумбусі.                                                                                        | [ 120 ]                                         |
| Австралія! Тур 2020 – Повернення                 | Тім Мінчін                          | Концерти в Сіднеї, Ньюкаслі, Мельбурні та Брісбені перенесені. | [ 121 ]                                         |
| «Chillaxification Tour»                          | Кенні Чесні                         | Перші 11 концертів у США перенесено. | [ 16 ]                                          |
| Всеамериканський тур «Road Show» Кріса Степлтона | Кріс Степлтон                       | Шоу в Бірмінгемі, штат Алабама, скасовано. Покази в Білоксі, Остіні та Арлінгтоні перенесено на вересень 2020 року. | [ 10 ]                                          |
| «The Chromatica Ball»                            | Леді Гага                           | Дати туру перенесено на 2021 рік. | [ 122 ]                                         |
| «The Confetti Tour»                              | Little Mix                          | Дати у Великій Британії перенесено на 2022 рік. | [ 123 ]                                         |
| Courage World Tour                               | Селін Діон                          | Березневі та квітневі шоу північноамериканської частини відкладені на невизначений термін. | [ 16 ]                                          |
| «Dave & Kris Go to Europe: Acoustic Tour 2020»   | Девід Кук і Кріс Аллен              | Тур скасовано, а перенесені дати перенесено на серпень 2020 року, а тур буде виставлено як «Дейв і Кріс їдуть у Європу: дубль 2». | [ 124 ]                                         |
| «D.R.E.A.M. The Tour»                            | JoJo Siwa                           | Північноамериканський етап двічі відкладався з 2020 і 2021 років із перенесеними датами на 2022 рік. | [ 125 ]                                         |
| «The Dedicated Tour»                             | Карлі Рей Джепсен                   | Північноамериканський етап скасовано. | [ 126 ] [ 127 ] [ 128 ]                         |
| «End of the Road World Tour»                     | Kiss                                | Концерти в Європі та США перенесено на літо та осінь 2021 року. | [ 129 ] [ 130 ]                                 |
| «An Evening with Michael Bublé»                  | Майкл Бубле                         | Половину північноамериканського етапу відкладено на невизначений термін. | [ 16 ]                                          |
| «Farewell Yellow Brick Road»                     | Елтон Джон                          | 19 північноамериканських концертів перенесено на 2021 рік. | [ 131 ]                                         |
| Тур до 30-ї річниці Flood                        | They Might Be Giants                | Дати березня та квітня перенесені. | [ 132 ]                                         |
| «Free Spirit World Tour»                         | Халід                               | Азійський етап відкладено на невизначений термін. | [ 16 ]                                          |
| «Free Time World Tour»                           | Руель                               | Азійський етап відкладено на невизначений термін. | [ 16 ]                                          |
| «Friends and Heroes Tour»                        | Блейк Шелтон                        | Останні два шоу на вихідних перенесено на весну 2021 року. | [ 16 ]                                          |
| Future Nostalgia Tour                            | Дуа Ліпа                            | Усі шоу перенесено на січень 2021 року. Шоу в Копенгагені, Стокгольмі та Осло скасовано. Шоу у Відні та Мюнхені відкладено на невизначений термін. | [ 133 ]                                         |
| «Gigaton Tour»                                   | Pearl Jam                           | Північноамериканський етап відкладений на невизначений термін. | [ 34 ]                                          |
| «Good to Know Tour»                              | JoJo                                | Перенесено в 2020 році на 2021 рік, але пізніше повністю скасовано в січні 2021 року. | [ 134 ]                                         |
| «The Great Bambino Tour 2020»                    | Екшн Бронсон                        | Відкладено на невизначений термін. | [ 10 ]                                          |
| Тур «Guns N' Roses» 2020 року                    | Guns N' Roses                       | Латиноамериканський етап перенесено на листопад 2020 року. | [ 16 ]                                          |
| «Head Above Water Tour»                          | Авріл Лавін                         | Європейські та азійські етапи відкладені на невизначений термін. | [ 34 ]                                          |
| «Heavy Is The Head Tour»                         | Stormzy                             | Шоу в Цюріху та азійський етап скасовано. | [ 135 ]                                         |
| «Heavy Love Tour»                                | Луїз                                | Решту дат туру перенесено. Луїз завершила свій тур вже після 4 концертів. | [ 136 ]                                         |
| «Hella Mega Tour»                                | Green Day, Fall Out Boy, and Weezer | Азійський етап відкладено на невизначений термін. | [ 34 ]                                          |
| Here We Go Again Tour                            | Шер                                 | Північноамериканські весняні дати перенесено на осінь 2020 року. | [ 137 ]                                         |
| «High Road Tour»                                 | Kesha                               | Усі концерти перенесено. | [ 10 ]                                          |
| «Hotel California 2020 Tour»                     | Eagles                              | Усі концерти перенесено та перенесено на осінь 2020 року | [ 138 ]                                         |
| «Hot Pink Tour»                                  | Doja Cat                            | Усі концерти перенесено. | [ 135 ]                                         |
| «Human. :II: Nature. World Tour»                 | Nightwish                           | Усі шоу перенесено. Європейські шоу перенесено на травень і червень 2021 року, північноамериканські шоу перенесено на жовтень 2021 року. | [ 139 ] [ 140 ]                                 |
| «I, I Tour»                                      | Bon Iver                            | Європейський етап перенесено на січень 2021 року. | [ 141 ]                                         |
| «I-Land: Who Am I»                               | (G)I-dle                            | Усі вистави скасовано. | [ 142 ]                                         |
| «The Jesus and Mary Chain Play Darklands»        | The Jesus and Mary Chain            | Європейський весняний тур скасовано, три дати у Великобританії перенесено на 2021 рік. | [ 143 ]                                         |
| «JoJo Tour 2022»                                 | ДжоДжо                              | 3 дати північноамериканського етапу було скасовано через обмеження місткості заходів під час COVID-19.. | [ 144 ]                                         |
| Changes Tour                                     | Джастін Бібер                       | Усі шоу відкладено на невизначений термін. | [ 145 ]                                         |
| «K-12 Tour»                                      | Мелані Мартінес                     | Північноамериканські літні дати відкладено на невизначений термін. Мартінес завершила свій тур вже після 48 шоу. | [ 146 ]                                         |
| «Kamaitachi Tour 2020»                           | Кярі Памю Памю                      | Усі шоу скасовано. | [ 147 ]                                         |
| «Kenny G Concert»                                | Кенні Джі                           | Перенесене шоу в «Genting Highlands» у Малайзії, яке мало відбутися в жовтні 2020 року, було скасовано, а концерт 2021 року було заплановано на другий квартал 2021 року, тоді як шоу у Флориді та Сінгапурі відкладено на невизначений термін.               | [ 148 ] [ 149 ] [ 150 ]                         |
| «The Last Domino? Tour»                          | Genesis                             | Тур відкладено, перенесено на квітень 2021 року. | [ 151 ]                                         |
| Світовий тур Луї Томлінсона                      | Луї Томлінсон                       | Шоу в Мілані скасовано. Шоу в Україні, Росії, Азії, Океанії та Латинській Америці відкладені на невизначений термін. | [ 16 ]                                          |
| «Love On Tour»                                   | Гаррі Стайлс                        | Європейський етап перенесено на лютий 2021 року. | [ 152 ]                                         |
| «Lover Fest»                                     | Тейлор Свіфт                        | Перенесено в 2020 році на 2021 рік, але пізніше повністю скасовано в лютому 2021 року. | [ 153 ] [ 154 ]                                 |
| Madame X Tour                                    | Мадонна                             | Два фінальні шоу в Парижі скасовано. | [ 34 ]                                          |
| «Map of the Soul Tour»                           | BTS                                 | Весь тур скасовано. Альтернативна подія «BTS Map of the Soul ON:E» відбулася онлайн 10 та 11 жовтня 2020 року. | [ 155 ] [ 156 ]                                 |
| «Mind Hive Tour»                                 | Wire                                | Усі весняні європейські та північноамериканські дати перенесені. | [ 157 ]                                         |
| «Miraculous 2020 World Tour»                     | Santana                             | Усі шоу перенесено. | [ 10 ]                                          |
| «Moving On! Tour»                                | The Who                             | Виступи у Великій Британії та Ірландії перенесеноо на березень 2021 року. | [ 158 ]                                         |
| «Miss Lauryn Hill Live in Concert»               | Лорін Гілл                          | Шоу в Аппер-Дарбі в Пенсільванії відкладено на невизначений термін. Шоу в Нортфілді у штаті Огайо перенесено на 9 вересня 2020 року. | [ 10 ]                                          |
| «My Chemical Romance Reunion Tour»               | My Chemical Romance                 | Етапи в Океанії та Японії відкладені на невизначений термін. Європейські та північноамериканські етапи перенесено на літо та осінь 2021 року. | [ 34 ] [ 159 ]                                  |
| «Neon Future IV: The Color of Noise Tour»        | Стів Ейокі                          | Усі шоу перенесено. | [ 135 ]                                         |
| «Never Ending Tour 2020»                         | Боб Ділан                           | Шоу в Японії скасовані. | [ 10 ]                                          |
| «Nice To Meet Ya Tour»                           | Найл Горан                          | Усі шоу скасовано. | [ 160 ]                                         |
| «The Nightfall Tour»                             | Little Big Town                     | Усі покази перенесено на серпень 2020 року. | [ 34 ]                                          |
| No Filter Tour                                   | The Rolling Stones                  | Другий північноамериканський етап відкладено на невизначений термін. | [ 161 ]                                         |
| «No Shame Tour»                                  | 5 Seconds of Summer                 | Усі шоу перенесено на березень 2021 року. 7 етапів у Європі та 2 в Північній Америці скасовано. | [ 162 ]                                         |
| «North American Tour»                            | Tool                                | Усі дати весняного туру 2020 року перенесено. | [ 163 ]                                         |
| «Ocean 2020 Tour»                                | Lady A                              | Тур скасовано. | [ 164 ]                                         |
| «Ode to Joy Tour»                                | Wilco                               | Шоу в Калгарі, Міссулі, Солт-Лейк-Сіті, Сіетлі, Ванкувері, Портленді, Лас-Вегасі та Каліфорнії відкладено на невизначений термін. | [ 10 ]                                          |
| «Ol' Black Eyes Is Back: Alice Cooper»           | Еліс Купер                          | Північноамериканський етап весни 2020 року відкладено на невизначений термін. | [ 10 ]                                          |
| «One More Haim Tour»                             | HaimHaim                            | Усі дати європейського туру перенесено. | [ 165 ]                                         |
| «OneRepublic: Live in Concert»                   | OneRepublic                         | Європейський етап 2020 року перенесено на 2021 рік, а потім на 2022 рік. | [ 166 ]                                         |
| «The Owl Tour»                                   | Zac Brown Band                      | Усі шоу скасовано. | [ 167 ]                                         |
| «Pentatonix: The World Tour»                     | Pentatonix                          | Європейський етап відкладено на невизначений термін. | [ 16 ]                                          |
| «Perfume 8th Tour 2020 "P Cubed" in Dome»        | Perfume                             | Заключний концерт у «Токіо Доум» 26 лютого 2020 року скасовано. | [ 168 ]                                         |
| «Phoenix World Tour»                             | Ріта Ора                            | Решту дат туру було скасовано, а деякі перенесено до 2021 року. Ора вже провела 50 концертів у своєму турі. |                                                 |
| «Public Service Announcement Tour»               | Rage Against the Machine            | Перша половина північноамериканського етапу відкладена на невизначений термін. | [ 34 ]                                          |
| «Rammstein Stadium Tou»r                         | Rammstein                           | Північноамериканський і європейський етапи перенесені на 2021 рік. | [ 169 ] [ 170 ]                                 |
| «Reunion show»                                   | Bestial Warlust                     | Спочатку перенесено на поки що невизначену дату в березні 2021 року, потім на 11 вересня 2021 року, а потім скасовано. | [ 171 ]                                         |
| «Reverie Tour»                                   | Бен Платт                           | Північноамериканський етап перенесено на вересень 2022 року. | [ 172 ]                                         |
| The Rhapsody Tour                                | Queen + Адам Ламберт                | Європейський етап перенесено на травень 2022 року. | [ 16 ]                                          |
| «Roar With The Lions Tour»                       | Zac Brown Band                      | Усі концерти скасовано. | [ 167 ]                                         |
| «The Romance Tour»                               | Каміла Кабельйо                     | Усі шоу відкладено на невизначений термін. | [ 34 ]                                          |
| «Runaway Tour»                                   | Post Malone                         | Деякі шоу скасовано, а інші дати відкладено на невизначений. | [ 173 ]                                         |
| «Saint Cloud Tour»                               | Waxahatchee                         | Усі квітневі та травневі дати перенесено та перенесено на пізніший термін 2020 року. | [ 174 ]                                         |
| «Screamer Part 2 Tour»                           | Third Eye Blind                     | Перенесено на травень 2020 року. | [ 135 ]                                         |
| Літній тур 2020                                  | Dave Matthews Band                  | Усі концерти перенесено на літній тур 2021 року. | [ 175 ]                                         |
| Літній тур 2020                                  | Dead & Company                      | Усі шоу скасовано | [ 176 ]                                         |
| Літній тур 2020                                  | Little Mix                          | Тур скасовано | [ 177 ]                                         |
| Літній тур 2020                                  | Phish                               | Усі шоу перенесено на літо 2021 року | [ 178 ]                                         |
| Літній тур 2020                                  | Trey Anastasio Band                 | Усі вистави скасовано. Восени 2020 року Анастасіо та його група провели восьмитижневий концерт в порожньому «Beacon Theatre», який транслювався в прямому ефірі на Twitch.                                                                                    | [ 179 ] [ 180 ]                                 |
| «Sunshine Kitty Tour»                            | Туве Лу                             | Останні 8 шоу європейського етапу туру відкладено. | [ 10 ]                                          |
| «SuperM: We Are the Future Live»                 | SuperM                              | Шоу в «Tokyo Dome» 23 квітня 2020 року перенесено. | [ 181 ]                                         |
| «This Is Not a Drill Tour»                       | Роджер Вотерс                       | Усі дати північноамериканських концертів перенесено | [ 182 ]                                         |
| «Tomorrow's Modern Boxes Tour»                   | Том Йорк                            | Північноамериканський етап перенесено. | [ 10 ]                                          |
| «Tour for You»                                   | Тінаше                              | Тур скасовано. | [ 183 ]                                         |
| «Unfinished Business»                            | The Pussycat Dolls                  | Весь тур скасовано. | [ 16 ] [ 184 ]                                  |
| «The Velvet Tour»                                | Адам Ламберт                        | Європейський етап відкладено на невизначений термін. | [ 185 ]                                         |
| «We Don't Need This Fascist Groove Thang! Tour»  | Heaven 17                           | Усі дати перенесено, включно з першими концертами групи в Північній Америці. | [ 186 ]                                         |
| « We Paint Electric Rhythm Colour Tour»          | King Crimson                        | Усі дати до 2021 року перенесені. | [ 187 ]                                         |
| Where Do We Go? World Tour                       | Біллі Айліш                         | Айліш вже провела 3 шоу в північноамериканському відрізку. Решту туру скасовано та заплановано перенести на наступний тур. | [ 188 ]                                         |
| «Wildcard Tour»                                  | Міранда Ламберт                     | Решта туру перенесено на жовтень 2020 року. | [ 189 ]                                         |
| Зимовий тур 2020                                 | Moe                                 | Решта туру скасовано, фестиваль гурту «Snoedown» перенесено на 2021 рік. | [ 190 ] [ 191 ]                                 |
| «Wonder: The World Tour»                         | Шон Мендес                          | Європейський етап перенесено з 2022 на 2023 рік. Пізніше Мендес скасував весь тур через свій психічний стан. | [ 192 ] [ 193 ]                                 |
| «Worlds Collide Tour»                            | Evanescence і Within Temptation     | Тур відкладено. Перший раз перенесено на вересень 2020 року, потім знову перенесено на вересень 2021 року та втретє на квітень 2022 року. | [ 194 ]                                         |
| «WorldWired Tour»                                | Metallica                           | Південноамериканські дати перенесено з квітня на грудень. | [ 195 ]                                         |

### Постраждалі місця проведення концертів
| Назва                               | Виконавець                       | Місце проведення             | Подробиці                                            | Джерело |
| ----------------------------------- | -------------------------------- | ---------------------------- | ---------------------------------------------------- | ------- |
| «David Lee Roth Rocks Vegas!»       | Девід Лі Рот                     | «House of Blues» (Лас-Вегас) | Останні 6 шоу перенесено.                            | [ 16 ]  |
| Даяна Росс                          | Даяна Росс                       | «Encore Theater»             | Відкладено на невизначений термін.                   | [ 10 ]  |
| «Gwen Stefani – Just a Girl»        | Гвен Стефані                     | Театр «Заппос»               | Останній етап скасовано                              | [ 196 ] |
| «Jonas Brothers in Vegas»           | Jonas Brothers                   | «Park Theater»               | Усі концерти скасовано.                              | [ 34 ]  |
| «Kelly Clarkson: Invincible»        | Келлі Кларксон                   | Театр «Заппос»               | Усі шоу з квітня по липень 2020 року скасовано.      | [ 34 ]  |
| Lady Gaga Enigma                    | Леді Гага                        | «Park Theater»               | Перші 6 концертів п'ятого етапу були скасовані.      | [ 197 ] |
| «Let's Go!»                         | Шаная Твейн                      | Театр «Заппос»               | Усі шоу з 18 березня по грудень 2020 року скасовано. | [ 16 ]  |
| «Lionel Richie – Las Vegas»         | Лайонел Річі                     | Encore Theater               | Відкладено на невизначений термін.                   | [ 10 ]  |
| «Robbie Williams Live in Las Vegas» | Роббі Вільямс                    | Encore Theater               | Шоу з 24 березня на 4 квітня 2020 року перенесені.   | [ 10 ]  |
| «Together in Vegas»                 | Ріба Макінтайр and Brooks & Dunn | Колізей (Лас-Вегас)          | Відкладено до червня 2020 року.                      | [ 198 ] |
| «ZZ Top: Viva Las Vegas»            | ZZ Top                           | Венеційський театр           | Відкладено на невизначений термін.                   | [ 198 ] |
| «Weekends with Adele»               | Адель                            | Колізей (Лас-Вегас)          | У 2022 році концерт відкладено.                      | [ 199 ] |

### Постраждалі благодійні концерти
| Назва                          | Виконавці                                                                           | Місце проведення                                  | Подробиці | Джерело |
| ------------------------------ | ----------------------------------------------------------------------------------- | ------------------------------------------------- | --- | ------- |
| «Bans Off My Body»             | Кортні Лав and Мелісса Ауф дер Маур                                                 | Ратуша, Нью-Йорк, США.                            | Благодійний концерт, який пропагує гендерну рівність і доступ до послуг сексуального та репродуктивного здоров'я, скасовано.                                                 | [ 16 ]  |
| «Farm Aid»                     | Дейв Метьюз, Джон Мелленкемп, Віллі Нельсонз Лукасом і Мікою Нельсонами, та Ніл Янг | Різні локації                                     | Перетворено на серію домашніх шоу, які транслювалися як «Вдома з допомогою на фермі»                                                                                         | [ 200 ] |
| «Teenage Cancer Trust Concert» | The Who і Mumford & Sons                                                            | Альберт-гол, Лондон, Англія                       | Відкладено на невизначений термін. | [ 10 ]  |
| «World Tour Bushfire Relief»   | Майлі Сайрус і Роббі Вільямс                                                        | «Lakeside Stadium», Мельбурн, Вікторія, Австралія | Благодійний концерт зі збору коштів для постраждалих від лісових пожеж в Австралії 2019-2020 років скасовано через те, що хедлайнер Майлі Сайрус відкликала участь у заході. | [ 135 ] |

### Постраждалі церемонії нагородження та пісенних конкурсів
| Подія                                                        | Подробиці | Джерело         |
| ------------------------------------------------------------ | --- | --------------- |
| 55-та церемонія вручення нагород Академії музики кантрі      | Перенесено на 16 вересня 2020 року. Спеціальний телевізійний випуск під назвою «ACM Presents: Our Country» вийшов в ефір замість початкового інтервалу церемонії 5 квітня 2020 року на CBS.                                                                             | [ 201 ]         |
| «APRA Music Awards» 2020 року                                | Перенесено на 26 травня 2020 року та представлено як потокову «віртуальну» подію. | [ 16 ]          |
| BET Awards 2020 року                                         | Представлено як потокову «віртуальну» подію. | [ 202 ]         |
| Billboard Music Awards 2020 року                             | Перенесено на 14 жовтня 2020 року. | [ 17 ]          |
| Billboard Latin Music Awards 2020 року                       | Перенесено на 27 жовтня 2020 року. | [ 17 ]          |
| 15-та церемонія конкурсу Нагороди канадської народної музики | Церемонію скасовано. Оголошення переможців у прямому ефірі 4 квітня. | [ 203 ]         |
| XVIII Конкурс піаністів імені Фридеріка Шопена               | Перенесено на 2021 рік. | [ 204 ]         |
| Dansk Melodi Grand Prix 2020                                 | Подія була відкладена, хоча на Королівську арену в Копенгагені не було допущено живу аудиторію. | [ 205 ]         |
| 29-ий конкурс Detroit Music Awards                           | Пряме шоу призупинено. Замість церемонії відбулася онлайн-трансляція. | [ 16 ]          |
| Пісенний конкурс Євробачення 2020                            | Конкурс скасовано, що стало першим випадком, коли конкурс не проводився з моменту його заснування в 1956 році. Пряма телевізійна програма під назвою «Євробачення: Європо, запали світло» транслювалася замість фіналу шоу 16 травня 2020 року.                         | [ 206 ]         |
| Євробачення юних музикантів 2020                             | Конкурс скасовано. | [ 207 ]         |
| 26-та церемонія вручення премії «Фридерик»                   | Церемонію скасовано. Спочатку планувалося, що церемонія відбудеться без глядачів, але її скасували. Натомість переможців оголосили онлайн. | [ 208 ]         |
| 63-а церемонія «Греммі»                                      | Перенесено на 14 березня 2021 року після сплеску випадків хвороби в окрузі Лос-Анджелес. | [ 209 ]         |
| 2020 iHeartRadio Music Awards                                | Церемонію скасовано вперше після заснування конкурсу. Переможців було оголошено 4–7 вересня 2020 року. Благодійний захід під назвою «iHeart Living Room Concert for America» транслювався замість половини вихідного інтервалу церемонії 29 березня 2020 року на «Fox». | [ 210 ] [ 211 ] |
| Juno Awards 2020 року                                        | Церемонію скасували та перенесли на віртуальне оголошення переможців на 29 червня 2020 року. Це була перша скасування нагородження «Juno Awards» з 1988 року. | [ 212 ]         |
| Церемонія введення в Залу слави рок-н-ролу                   | Перенесено на 7 листопада 2020 року. Спеціальна телевізійна програма під назвою «Вступ до Зали слави рок-н-ролу 2020» вийшла в ефір замість церемонії на HBO. | [ 34 ]          |
| Церемонія введення до Зали слави піснярів                    | Перенесено на 10 червня 2021 року. | [ 135 ]         |

## Випуски альбомів
Кілька музикантів на тлі пандемії відклали випуски своїх альбомів. День магазину звукозаписів, на якому мали вийти кілька перевидань і ексклюзивний матеріал, було перенесено з 18 квітня на 20 червня, а пізніше додано 3 дати: 29 серпня, 26 вересня та 24 жовтня. Проте деякі музиканти, зокрема Дуа Ліпа, Суф'ян Стівенс і Лора Марлінг, перенесли дати випуску своїх майбутніх альбомів. Інші, зокрема Тейлор Свіфт, Nine Inch Nails, Phish, X та Фіона Еппл випустили нові альбоми без попереднього повідомлення.
Дати випуску багатьох альбомів перенесено через пандемію, зокрема:
| Виконавець                        | Назва альбому                                        | Початкова дата    | Дата виходу       | Джерело                 |
| --------------------------------- | ---------------------------------------------------- | ----------------- | ----------------- | ----------------------- |
| The 1975                          | Notes on a Conditional Form                          | 24 квітня 2020    | 22 травня 2020    | [ 223 ]                 |
| Biffy Clyro                       | «A Celebration of Endings»                           | 15 травня 2020    | 14 серпня 2020    | [ 224 ]                 |
| Люк Браян                         | «Born Here Live Here Die Here»                       | 24 квітня 2020    | 7 серпня 2020     | [ 225 ]                 |
| Carach Angren                     | «Franckensteina Strataemontanus»                     | 29 травня 2020    | 26 червня 2020    | [ 226 ]                 |
| Deep Purple                       | Whoosh!                                              | 12 червня 2020    | 7 серпня 2020     | [ 227 ]                 |
| «Dixie Chicks» / The Chicks       | Gaslighter                                           | 1 травня 2020     | 17 липня 2020     | [ 228 ]                 |
| DMA's                             | «The Glow»                                           | 24 квітня 2020    | 10 липня 2020     | [ 224 ]                 |
| Джарвіс Кокерs                    | «Beyond the Pale»                                    | 1 травня 2020     | 17 липня 2020     | [ 224 ]                 |
| Ліам Галлахер                     | «MTV Unplugged»                                      | 24 квітня 2020    | 12 червня 2020    | [ 224 ]                 |
| Еллі Голдінг                      | Brightest Blue                                       | 5 червня 2020     | 17 липня 2020     |                         |
| Haim                              | Women in Music Pt. III                               | 24 квітня 2020    | 26 червня 2020    | [ 224 ] [ 229 ]         |
| Hinds                             | «The Prettiest Curse»                                | 3 квітня 2020     | 5 квітня 2020     | [ 224 ]                 |
| Адель                             | 30                                                   | Вересень 2020     | 19 листопада 2021 | [ 230 ]                 |
| Аліша Кіз                         | Alicia                                               | 20 березня 2020   | 18 вересня 2020   | [ 231 ]                 |
| Демі Ловато                       | Dancing with the Devil... the Art of Starting Over   | 2020              | 2 квітня 2021     | [ 232 ]                 |
| The Killers                       | Imploding the Mirage                                 | 29 травня 2020    | 21 серпня 2020    | [ 233 ]                 |
| Sugababes                         | One Touch: 20th Year Anniversary Edition             | 2020              | 1 жовтня 2021     | [ 234 ] [ 235 ] [ 236 ] |
| Ганс Циммер                       | «No Time to Die: Original Motion Picture Soundtrack» | 27 березня 2020   | 1 жовтня 2021     | [ 237 ] [ 238 ]         |
| Леді Гага                         | Chromatica                                           | 10 квітня 2020    | 29 травня 2020    | [ 224 ] [ 239 ]         |
| Бетті ЛаВетт                      | «Blackbirds»                                         | 8 травня 2020     | 28 серпня 2020    | [ 240 ] [ 241 ] [ 242 ] |
| The Lemon Twigs                   | «Songs for the General Public»                       | 1 травня 2020     | 21 серпня 2020    | [ 243 ]                 |
| Деклан Маккенна                   | «Zeros»                                              | 15 травня 2020    | 4 вересня 2020    | [ 244 ]                 |
| Аланіс Моріссетт                  | Such Pretty Forks in the Road                        | 1 травня 2020     | 31 липня 2020     | [ 231 ]                 |
| Віллі Нельсон                     | «First Rose of Spring»                               | 24 квітня 2020    | 3 липня 2020      | [ 224 ]                 |
| Nick Mason's Saucerful of Secrets | «Live at the Roundhouse»                             | 17 квітня 2020    | 18 вересня 2020   | [ 245 ]                 |
| The Pretenders                    | «Hate for Sale»                                      | 1 травня 2020     | 17 липня 2020     | [ 246 ]                 |
| Марго Прайс                       | «That's How Rumors Get Started»                      | 8 травня 2020     | 10 липня 2020     | [ 224 ]                 |
| Protomartyr                       | «Ultimate Success Today»                             | 29 травня 2020    | 17 липня 2020     | [ 247 ]                 |
| The Psychedelic Furs              | «Made of Rain»                                       | 1 травня 2020     | 31 липня 2020     | [ 248 ]                 |
| Сем Сміт                          | Love Goes (на той час під назвою To Die For)         | 1 травня 2020     | 30 жовтня 2020    | [ 249 ]                 |
| Стівен Вілсон                     | The Future Bites                                     | 12 червня 2020    | 29 січня 2021     | [ 250 ]                 |
| Throwing Muses                    | «Sun Racket»                                         | 22 травня 2020    | 4 вересня 2020    | [ 251 ]                 |
| Руфус Вейнрайт                    | «Unfollow the Rules»                                 | 24 квітня 2020    | 10 липня 2020     | [ 252 ]                 |
| Phantom Planet                    | «Devastator»                                         | 8 травня 2020     | 18 червня 2020    |                         |
| Weezer                            | Van Weezer                                           | 15 травня 2020    | 7 травня 2021     | [ 253 ]                 |
| Бон Джовіі                        | 2020                                                 | 15 травня 2020    | 2 жовтня 2020     | [ 254 ]                 |
| OneRepublic                       | Human                                                | 1 травня 2020     | 27 серпня 2021    | [ 255 ]                 |
| Біллі Оушен                       | «One World»                                          | 17 квітня 2020    | 4 вересня 2020    | [ 256 ]                 |
| Yungblud                          | «Weird!»                                             | 13 листопада 2020 | 4 грудня 2020     | [ 257 ]                 |
| Лана Дель Рей                     | Chemtrails over the Country Club                     | 5 вересня 2020    | 19 березня 2021   | [ 258 ]                 |

## Віртуальні виступи
Багато артистів вирішили транслювати свої виступи онлайн. Віртуальні концерти, такі як «iHeart Living Room Concert for America» та «Together at Home», були організовані, щоб розважити публіку та підвищити обізнаність щодо методів боротьби з коронавірусом, зокрема щодо соціального дистанціювання. Такі виконавці, як Christine and the Queens, Бен Гіббард і Кетрін Макфі, щодня транслювали прямі трансляції виступів зі своїх домівок. Кілька відомих гуртів, включаючи Pink Floyd, Radiohead і Metallica, пропонував безкоштовні прямі трансляції архівних концертів, як і кілька джем-бендів, зокрема Phish, Dead & Company, Widespread Panic та The String Cheese Incident.
У квітні 2020 року було запущено Beyond Live, перший платний сервіс потокового передавання концертів у світі, який забезпечує повномасштабні онлайн-концерти в прямому ефірі за допомогою технологій, включаючи доповнену реальність і взаємодію в режимі реального часу між артистами та живою аудиторією, для проведення концертів у стилі K-pop. З моменту створення на цій платформі виступали багато артистів K-pop з повноформатними живими концертами, а інші розважальні компанії K-pop почали створювати віртуальні живі концерти в подібному форматі протягом 2020 року.
27 травня 2020 року платформа «One Love Asia» зібрала всіх артистів і користувачів YouTube разом, щоб виступити на одному великому віртуальному концерті задля зцілення світу від коронавірусу, а також захистити та підвищити добробут усіх людей.
У серпні 2020 року американський співак Білал транслював свій триденний дистанційний запис експериментального міні-альбому з 3 пісень під назвою «VOYAGE-19». Протягом 54 годин він писав, записував і продюсував одну пісню на день у віртуальній співпраці з продюсером Таріком Ханом і 30 іншими музикантами, включаючи Еріку Баду, Роберта Гласпера, Кіона Гарролда, Маркуса Стрікленда, Реймонда Енгрі, Бена Вільямса, Бренді Янгера та Маркуса Гілмора. Стрім одночасно показав створення обкладинки міні-альбому з групою з трьох візуальних художників, залучених для кожної пісні, включаючи Енджельберта Метоєра. Кошти, отримані від продажу попереднього замовлення трансляції та цифрового завантаження альбому, були розподілені між учасниками, деякі з яких мали фінансові труднощі через пандемію.
У листопаді 2020 року Тейлор Свіфт випустила фільм-концерт під назвою «Folklore: The Long Pond Studio Sessions» для Disney+. У фільмі Свіфт, Аарон Десснер і Джек Антонофф перебувають на карантині в ізольованій студії звукозапису та виконують наживо кожну пісню з її восьмого студійного альбому «Folklore» (2020 року). У вересні 2021 року Біллі Айліш також випустила концертний фільм для «Disney+» під назвою «Happier Than Ever: A Love Letter to Los Angeles», де вона виконала наживо кожну пісню зі свого другого студійного альбому «Happier Than Ever» (за 2021 рік) у порожньому залі Голлівуд-боул поряд із своїм братом Фіннеасом О'Коннелом, із запрошеними відомими музикантами Лос-Анджелеса.

## Пісні та записи, натхненні пандемією COVID-19 та її наслідками
| Виконавець | Пісня                                                            | Примітки | Джерело |
| --- | ---------------------------------------------------------------- | --- | ------- |
| «Broadway Boys» | «Nag-iisa»                                                       | Ця пісня, випущена у 2020 році, присвячена медичним працівникам та хворим, які пережили пандемію COVID-19. Також це частина відзначення 500-річчя Реформації, перемоги та людства в рамках відзначення п'ятисотріччя Реформації. |         |
| Райзо Чабельдін, Biv de Vera та ведучі регіональних новин каналу ABS-CBN (Філіппіни) | «Pag-ibig ang Hihilom sa Daigdig»                                | Ця пісня була випущена для ABS-CBN 3 квітня 2020 року у виконанні Райзо Чабельдіна і Biv de Vera. Окрім пісні «We Heal As One», яка вперше прозвучала за тиждень до того, ця пісня надихає всіх філіппінців поширювати любов і надію в умовах пандемії COVID-19. Наприкінці пісні «Don't share the hate and scare, spread non-ending love and care», ведучі регіональних новин ABS-CBN також заспівали цю останню фразу двічі разом із співаками з різних провінцій. Вона стала офіційною тематичною піснею для фонду ABS-CBN з боротьби з поширенням коронавірусної інфекції. Відео вийшло 3 квітня 2020 року після випуску на «TV Patrol». |         |
| Виконавці K-Pop | «We Can!»                                                        | Цю пісню надихнула мелодія «Baby Shark» від Pinkfong. | [ 272 ] |
| Вайс Генде | «Corona Bye-Bye Na!»                                             | Цю пісню було виконано на концерті «ABS-CBN Pantawid ng Pag-ibig: At Home Together Concert», спеціальному концерті, який проведений задля того, щоб усі філіппінці дотримувалися постанов, щоб захистити себе відCOVID-19. Вели концерт кореспонденти «ABS-CBN News» і «Current Affairs» Елвін Ельчіко та Дзен Ернандес. |         |
| BTS | «Life Goes On»                                                   | Текст пісні описується як підбадьорливий і прагнучий дати надію фанатам під час пандемії. | [ 273 ] |
| співробітники BTS Skytrain | «Covid-19: Dance Against the Virus»                              | Ця пісня опублікована в таких онлайн-газетах, як гонконгській «South China Morning Post», індонезійській «The Jakarta Post» і таїландській «Thai Rath». У ній нагадується пасажирам про необхідність мити руки, носити маску, дотримуватися соціальної дистанції та залишатися вдома або йти до лікарні для тестування та лікування, якщо вони заражені. Вона була частиною кампанії з нагоди 20-річчя залізничного сполучення. |         |
| Сестри Згромадження Матері Кармельської | «Go Away Corona!»                                                | Світська життєрадісна пісня, щоб підбадьорити та просвітити людей, для того, щоб вони могли захиститися від пандемії, з якою вони зіткнулися з березня 2020 року. |         |
| SB19 | «Ikako»                                                          | Пісня гурту «SB19», яка заохочує філіппінців підняти свій настрій, незважаючи на пандемію COVID-19 та інші погані новини, які вже відбулися цього року. |         |
| Кім Чіу | «Bawal Lumabas»                                                  | Заява Кім Чіу щодо пандемії COVID-19 і суперечки про відновлення мовлення телеканалу «ABS-CBN», яка була перетворена в пісню, що стала танцювальним викликом для користувачів YouTube і TikTok. |         |
| Джулі Енн Сан-Хосе | «Pagbangon»                                                      | Благодійний сингл «GMA News and Public Affairs», присвячений усім керівникам і хворим, які пережили пандемію COVID-19, щоб підвищити обізнаність щодо боротьби з коронавірусом. Вона також є частиною відзначення 70-ї річниці кампанії «GMA Network» «Buong Puso Para Sa Pilipino». |         |
| Моріссетт | «Phoenix»                                                        | Музичне відео на пісню – це аудіовізуальне свято, яке містить чистий і потужний вокал співачки, а також дивовижні візуальні компоненти та розповідь про те, як нудне й мляве середовище під час пандемії COVID-19 може змінитися і дати надію і шанс. | [ 274 ] |
| Джеймі Рівера, Іньїго Паскуаль, Джулі Енн Сан-Хосе, Джед Мадела, Роберт Сенья, Ісай Альварес-Сенья, Марк Баутіста, Ріта Даніела, Гарі Валенсіано, Паоло Валенсіано, KZ Tandingan, Айсель Сантос, Огі Алкасід, Менчу Лаученко, Майкл Вільямс, Олден Річардс, Кен Чан, Крістіан Баутіста, Сара Джеронімо, Мартін Нівера, Попс Фернандес, Бамбу Маньялак, Apl.de.ap, Лані Місалуча та Леа Салонга | «We Heal As One»                                                 | Мелодія тематичної пісні Ігор Південно-Східної Азії 2019 року «We win as one» у виконанні Леа Салонги. Пропонована пісня об'єднала всіх співаків, щоб підвищити обізнаність щодо пандемії вірусу COVID-19 і присвятити цю пісню всім тим, хто безпосередньо боровся з пандемією, які ризикували своїм життям, щоб лікувати інших. Телеканал «GMA News and Public Affairs», зокрема його працівниця Джессіка Сохо, були першими, хто просував цю пісню. Її продюсером був Флой Квінтос, а композитором є Раян Каяб'яб. Це також є частиною відзначення 70-ї річниці кампанії «GMA Network» «Buong Puso Para Sa Pilipino».                     |         |
| AKB48 | «離れていても» «Hanareteitemo» (Навіть коли ми окремо)           | Благодійний сингл групи AKB48, присвячений усім, хто безпосередньо брав участь у боротьбі з пандемією, і хворим, які пережили пандемію COVID-19. Ця пісня зібрала всіх нинішніх учасників групи, крім усіх колишніх солістів усієї групи. Джуріна Мацуї є єдиним зтих, хто не був учасником AKB48, і членом SKE48, який бере участь у виконанні цій пісні, а також Саяка Ямамото, який є колишнім учасником NMB48, і Ріно Сашіхара, який був колишнім солістом і учасником AKB48 і HKT48. |         |
| BNK48 & CGM48 | «Touch by Heart»                                                 | Благодійний сингл BNK48 і CGM48, присвячений усім, хто безпосередньо брав участь у боротьбі з пандемією, і хворим, які пережили пандемію COVID-19. Має 8 версій у виконанні учасників гурту. Спеціальну версію виконали всі учасники двох груп, тайську версію для лідерів BNK48 і CGM48, версії Grab, англійську, японську та ісанську для обраних членів 1-го покоління груп, версію Lanna для всіх членів CGM48, і китайську версію для обраних членів 2 поколінь BNK48. |         |
| AKB48 Team SH і CGM48 | «Dareka no Tame Ni»                                              | Китайська та тайська версії цифрового синглу AKB48. Це присвячується всім, хто безпосередньо брав участь у боротьбі з пандемією, і хворим, які пережили пандемію COVID-19, а також усім жителям Чіангмая, які пережили лісову пожежу в Чіангмаї. |         |
| Неймві та малазійські музиканти та співаки | «OK Lah»                                                         | Пісня, яка присвячується всім, хто брав безпосередню участь у боротьбі з пандемією, та хворим, які пережили пандемію COVID-19. Крім того, вихід пісні пов'язаний з розпорядженням міністерства охорони здоров'я Малайзії щодо введення контролю пересування задля зупинки поширення COVID-19 | [ 275 ] |
| anonymotif і Джастін Трюдо | «Speaking Moistly»                                               | Зауваження прем'єр-міністра Канади Трюдо на прес-конференції послужили основою для реміксу на YouTube від едмонтонського продюсера anonymotif (Брок Тайлер). | [ 276 ] |
| «Stronger Together, Tous Ensemble» (ArtistsCAN) | «Lean On Me»                                                     | Двомовне виконання пісні Білла Візерса, яку виконали на канадському благодійному концерті «Stronger Together, Tous Ensemble». Сингл випущено на допомогу Канадському Червоному Хресту за ініціативою Тайлера Шоу та Фіфі Добсон; за участю Майкла Бубле, Джастіна Бібера, Авріл Лавін, Браяна Адамса та інших. | [ 277 ] |
| Cardi B і iMarkkeyz | «Coronavirus (Remix)»                                            | Ремікс бруклінського ді-джея iMarkkeyz на відео в Instagram, опубліковане репером Cardi B. | [ 278 ] |
| Майкл Болл і капітан Том Мур | «You'll Never Walk Alone»                                        | Збір коштів у Великій Британії на допомогу національній службі охорони здоров'я «Charities Together», записаний актором і співаком Боллом, ветераном Другої світової війни Муром і хором служби охорони здоров'я «Voices of Care». Пісня посіла перше місце у Великобританії 24 квітня 2020 року, за кілька днів до того, як Мур відсвяткував своє 100-річчя.. | [ 279 ] |
| Пет Бенатар and Ніл Хіральдо | «Together»                                                       | | [ 280 ] |
| Алек Бенджамін | «Six Feet Apart»                                                 | Тексти пісень стосуються дотримання правил соціального дистанціювання. | [ 281 ] |
| Давід Бісбаль і Айтана | «Si tú la quieres»                                               | Бісбаль зробив ремікс на свою пісню з новим вокалом від Айтани, супроводжуючи відео, на якому показано двох співаків окремо. | [ 282 ] |
| Джеймс Блант | «The Greatest»                                                   | Сингл випущено на допомогу Британській національній службі охорони здоров'я. | [ 283 ] |
| Боно, will.i.am, Дженніфер Гадсон і Йошікі | «#SING4LIFE»                                                     | Спочатку Боно виконав пісню 17 березня 2020 року як «Let Your Love Be Known»; реміксована версія за участю співавторів була випущена на YouTube 24 березня 2020 року. | [ 284 ] |
| Brujeria | «COVID-666»                                                      | | [ 285 ] |
| Koffee | «Lockdown»                                                       | |         |
| Бадді Браун | «The Coronavirus Song»                                           | | [ 286 ] |
| Майкл Бубле, Barenaked Ladies і Софія Реєс | «Gotta Be Patient»                                               | Оригінальна пісня була написана трьома сусідами по кімнаті в Барселоні, які виступали як «Stay Homas» під час карантину. Запис Бубле створений на допомогу Червоному Хресту Канади та Червоному Хресту Аргентини. | [ 287 ] |
| Джекі Чан, Сяо Чжань, Ван Ліхом та інші | "坚信爱会赢" (Вірте, що любов переможе)                          | Співпраця між китайськими співаками та акторами, оприлюднена китайськими державними ЗМІ.. | [ 288 ] |
| Charli XCX | «Claws»                                                          | Лірична пісня розповідає про кохання під час самоізоляції; другий сингл з її альбому How I'm Feeling Now, який був записаний під час карантину. | [ 289 ] |
| Люк Комбс | «Six Feet Apart»                                                 | Назва посилається на рекомендації щодо соціального дистанціювання, видані CDC у США. | [ 290 ] |
| Еліс Купер | «Don't Give Up»                                                  | Текст пісні стосуються того, як залишатися сильним перед обличчям епідемії. | [ 291 ] |
| Ніл Даймонд | Hands... washing hands»                                          | Даймонд записав класичну пісню «Sweet Caroline» з оновленим текстом про миття рук заради безпеки під час пандемії. | [ 292 ] |
| Флер Іст | «Not Alone»                                                      | Благодійний сингл на допомогу британській службі охорони здоров'я. | [ 293 ] |
| Мелоді Гардо | «From Paris with Love»                                           | Спільний проєкт за участю «глобального цифрового оркестру». | [ 294 ] |
| Бен Гіббард | «Life in Quarantine»                                             | | [ 295 ] |
| Gmac Cash | «Coronavirus»                                                    | Детройтський репер Gmac Cash пізніше випустив пісню «Big Gretch» — данину поваги Ґретхен Вітмер до її боротьби з пандемією. | [ 296 ] |
| Аріана Ґранде і Джастін Бібер | «Stuck with U»                                                   | Співпраця спрямована на допомогу фонду «First Responders Children's Foundation». Зайняв перше місце в Billboard Hot 100. | [ 297 ] |
| Камал Хасан, Гібран та інші | «Arivum Anbum»                                                   | Таміломовна пісня зі словами, написаними актором-політиком Хасаном і композитором Гібраном, у виконанні багатьох індійських музикантів. | [ 298 ] |
| Hopsin | «Covid Mansion»                                                  | | [ 299 ] |
| Iceage | «Lockdown Blues»                                                 | | [ 300 ] |
| «Italian Allstars 4 Life» | «Ma il cielo è sempre blu»                                       | Італійська зіркова кавер-версія хіта Ріно Гаетано 1975 року. Випущений на допомогу італійському Червоному Хресту. Це виконання 50 артистів, зокрема Ероса Рамаццотті, Нека та Діодато. | [ 301 ] |
| Йоран Штайнгауер | «Vi vogliamo bene»                                               | |         |
| Еліза, Томмазо Парадізо | «Andrà tutto bene»                                               | Назва натхненна гаслом італійців під час карантину |         |
| Авріл Лавін | «We Are Warriors»                                                | | [ 302 ] |
| Lady Leshurr | «Quarantine Speech»                                              | | [ 303 ] |
| JJ Lin і Стефані Сан | «Stay With You»                                                  | Пісня двох найвідоміших співаків Сінгапуру на честь медперсоналу в китайському місті Ухань. | [ 304 ] |
| Кетрін Макнамара | «Just Like James»                                                | Тексти посилаються на персонажа Джеймса Бонда. У рамках пожертвування ВООЗ для Фонду солідарного реагування на COVID-19. | [ 305 ] |
| «Live Lounge Allstars» | «Times Like These»                                               | Кавер на пісню «Foo Fighters» від благодійної супергрупи, організованої BBC Radio 1. Спочатку показано як частину телемарафону «The Big Night In». Зайняла перше місце у Великобританії. | [ 306 ] |
| «BBC Radio 2 Allstars» | «Stop Crying Your Heart Out»                                     | Кавер на пісню «Oasis» від благодійної супергрупи, організованої BBC Radio 2. Спочатку показано в рамках телемарафону «Children in Need». Зайняла сьоме місце у Великобританії. | [ 307 ] |
| Метт Лукас | «Thank You Baked Potato»                                         | Перероблена версія його пісні «Baked Potato Song» з телешою «Shooting Stars», записана на допомогу кампанії «Feed NHS». | [ 308 ] |
| Mister Cumbia | «La Cumbia del Coronavirus»                                      | | [ 309 ] |
| New Kids on the Block | «House Party»                                                    | За участю Boyz II Men, Big Freedia, Naughty by Nature і Джордін Спаркс. | [ 310 ] |
| NIOEH, Хок Хунг, Мін і Ерік | «Ghen Cô Vy»                                                     | Пісня та публічний заклик, опублікований Національним інститутом гігієни праці та навколишнього середовища В'єтнаму, щоб заохотити мити руки. На YouTube також вийшла англомовна версія. | [ 311 ] |
| OneRepublic | «Better Days»                                                    | Випущено на допомогу Фонду допомоги COVID-19 Фонду «MusiCares». | [ 312 ] |
| Piso 21 | «Tomar distancia»                                                | Назва іспанською мовою означає «Тримай дистанцію». | [ 313 ] |
| Pitbull | «I Believe That We Will Win»                                     | Випущено на допомогу різним благодійним організаціям по всьому світу відповідно до музичного відео. | [ 314 ] |
| Psychs | «Spreadin» («Coronavirus»)                                       | | [ 315 ] |
| Queen і Адам Ламберт | «We Are The Champions»                                           | Перероблена версія хіта Queen 1977 року «We Are The Champions» на допомогу Фонду солідарності проти COVID-19. | [ 316 ] |
| Алла Ракха Рахман і Прасун Джоші | «Хум Хаар Нахі Мааненге»                                         | Сингл, виданий індійським композитором Рахманом, автором текстів Джоші та іншими індійськими виконавцями на допомогу фонду «PM CARES Fund». | [ 317 ] |
| Джейден Сміт | «Cabin Fever»                                                    | | [ 318 ] |
| Reignwolf | «Cabin Fever»                                                    | | [ 319 ] |
| Residente | «Antes que el mundo se acabe»                                    | | [ 320 ] |
| «Resistiré 2020» | «Resistiré»                                                      | Зіркова іспанська кавер-версія хіта «Dúo Dinámico» 1988 року. Пісня стала гімном під час карантину в Іспанії, її часто співали жителі країни, щоб підтримати іспанську систему охорони здоров'я. Серед виконавців – Давід Бісбал, Меленді, Алекс Убаго та Альваро Солер. | [ 321 ] |
| «Resistiré México» | «Resistiré»                                                      | Зіркова мексиканська кавер-версія хіта Dúo Dinámico 1988 року. Серед виконавців Белінда, Крістіан Кастро та Глорія Треві. | [ 322 ] |
| Тейлор Свіфт | «Epiphany»                                                       | З її альбому «Folklore» (2020) | [ 323 ] |
| Stunna 4 Vegas | «Covid-19»                                                       | З його альбому «Welcome to 4 Vegas» (2020) | [ 324 ] |
| Томас Ретт | «Be a Light»                                                     | За участю Кіта Урбана, Ріби Макінтайр, Гілларі Скотт і Кріса Томліна. Випущена на допомогу «MusiCares COVID-19 Relief Fund». | [ 325 ] |
| The Rolling Stones | «Living in a Ghost Town»                                         | Мік Джаггер поспішив з випуском пісні через її актуальність для соціального дистанціювання та змінив деякі тексти, щоб згадати про пандемію.. | [ 326 ] |
| Моллі Санден, Віктор Лекселл і Йоакім Берг | «Sverige»                                                        | Кавер-версія пісні 2002 року гурту Берга Kent. Випущено на допомогу шведській кампанії «Radiohjälpen» (Радіодопомога) проти коронавірусу. | [ 327 ] |
| Адам Сендлер | «The Quarantine Song»                                            | Кіноактор Сендлер дебютував з піснею в шоу «The Tonight Show Starring Jimmy Fallon» 2 квітня 2020 року. | [ 328 ] |
| Акторський склад фільму «Ідеальний голос» | «Love On Top»                                                    | Учасники кінофраншизи «Ідеальний голос» виконали пісню Бейонсе. Запис зроблено в рамках благодійної діяльності ЮНІСЕФ під час пандемії COVID-19 і вибухів у Бейруті. | [ 329 ] |
| Тікс | «Karantene»                                                      | Ця пісня про карантин очолила норвезький чарт синглів у квітні 2020 року. | [ 330 ] |
| Тілль Ліндеманн і Девід Ґарретт | «Alle Tage ist kein Sonntag»                                     | | [ 331 ] |
| Maroon 5 | «Nobody's Love»                                                  | Цю пісню надихнули COVID-19 і протести через убивство Джорджа Флойда. | [ 332 ] |
| Avenue Beat | «F2020»                                                          | Текст пісні стосується подій 2020 року, зокрема COVID-19. | [ 333 ] |
| Twenty One Pilots | «Level of Concern»                                               | Лірика присвячена карантину та занепокоєнню коронавірусом. Записана на допомогу благодійній організації «Crew Nation» від «Live Nation». | [ 334 ] |
| Tyga і Кертіс Роуч | «Bored in the House»                                             | | [ 335 ] |
| Кріс Веббі | «Quarantine (Freeverse)»                                         | | [ 336 ] |
| Weezer | «Hero»                                                           | Тексти віддають данину поваги «мрійникам, які залишаються вдома, випускникам Zoom, пекарям заквасок і працівникам життєво необхідних галузей». | [ 337 ] |
| Йофрангель | «Corona Virus»                                                   | Випущений 9 лютого 2020 року вірусний хіт домініканського співака Йофрангеля був однією з найперших пісень на цю тему. | [ 338 ] |
| Ladilla Rusa | «A un metro y medio de ti»                                       | Трек, гімн техно-румби у світі, де головну роль грає COVID-19, розповідає про неможливе кохання в черзі супермаркету. Хоча вони не хотіли писати нічого, пов'язаного з пандемією, ця драма макінеро виникла з анекдоту, в якому їм довелося знаходитися на відстані півтора метра, щоб покурити на терасі бару. | [ 339 ] |
| Coheed and Cambria | «Comatose» «Disappearing Act» «Love Murder One» «The Liars Club» | Кілька пісень у їх альбомі «Vaxis – Act II: A Window of the Waking Mind» були натхненні карантинами та локдаунами під час пандемії. | [ 340 ] |
| Леа Салонга | «Dream Again»                                                    | Сингл, випущений 21 серпня 2020 року, є «гімном стійкості та надії та нагадуванням усім нам, хто колись мріяв, що настав час мріяти знову». У кліпі на пісню фанати тримають знаки речей, які вони мріють зробити знову. Прибуток від синглу було передано благодійним організаціям, які допомагають боротися з COVID-19 у всьому світі, зокрема «The Actor's Fund». | [ 341 ] |